# Капкан для шакалів
«Капкан для шакалів» — радянський художній фільм, знятий режисером Мукадасом Махмудовим у 1985 році на кіностудії «Таджикфільм».

## Сюжет
Розслідуючи одне вбивство, співробітник міліції виходить на артиста цирку, у якого є план таємної печери. Ходить чимало чуток, що в двадцяті роки в тій печері були заховані цінності курбаші Гаїб-бека. Але наздогнати злочинця, одного з найкращих учасників кінного атракціону, не так-то й просто…

## У ролях
- Нурулло Абдуллаєв — співробітник МВС, майор міліції Фарид Ахмедович Азізов
- Андрій Подош'ян — Акбар Рахманов
- Юнус Юсупов — Шухрат Ахмадов
- Алла Рензяєва — Таджиніссо Рахманова
- Вадим Міхеєнко — Фархад Баратов
- Олександр Ходжаєв — капітан міліції, Халілов
- Алі Мухаммад — Джалол Мадалієв
- Валерій Фідаров — Ібронов
- Ісо Абдурашидов — дільничний, старший лейтенант міліції
- Елгуджа Бурдулі — Гаїб-бек
- Едильбек Чокубаєв — Саттар Маліков
- Костянтин Бутаєв —Юсуф Багіров
- Максуд Іматшоєв — Алі
- Курбан Шарипов — Хафіз-ака

## Знімальна група
- Автор сценарію: Володимир Акімов
- Режисер: Мукадас Махмудов
- Оператори: Окіл Хамідов, Аврам Абрамов
- Композитор: Толіб-хон Шахіді
- Художник: Абдусалом Абдуллаєв